# Uhřínov-Benátky
Přírodní památka Uhřínov-Benátky se rozkládá na území obcí Liberk a Lukavice v hluboce zaříznutém údolí říčky Kněžná. Předmětem ochrany je populace evropsky významného a silně ohroženého modráska bahenního (Phengaris nausithous) včetně aktivní ochrany jeho biotopu. Území je rovněž stejnojmennou evropsky významnou lokalitou.
Území je bohaté na výskyt motýlů, je zde možné pozorovat druhy babočka paví oko (Inachis io), okáč luční (Maniola jurtina), soumračník rezavý (Ochlodes sylvanus), bělásek zelný (Pieris brassicae), bělásek řepkový (Pieris napi), bělásek řepový (Pieris rapae), babočka bodláková (Vanessa cardui), perleťovec kopřivový (Brenthis ino), okáč prosíčkový (Aphantophus hyperantus), babočka síťkovaná (Araschnia levana), perleťovec prostřední (Argynnis adippe), soumračník čárečkovaný (Thymelicus lineola) a soumračník metlicový (Thymelicus sylvestris).